# Reichersberg, Oberösterreich
Reichersberg är en ort och kommun i Österrike. Den ligger i distriktet Ried im Innkreis i förbundslandet Oberösterreich, 220 kilometer väster om huvudstaden Wien. Kommunen gränsar i nordväst mot floden Inn som här utgör gräns mot Bayern i Tyskland.
Kommunen består av 11 orter (Ortschaften) (inom parentes invånarantal 1 januari 2024):

- Fraham (42)
- Hart (249)
- Hübing (83)
- Kammer (71)
- Linn (2)
- Minaberg (36)
- Münsteuer (168)
- Pfaffing (31)
- Reichersberg (880)
- Sindhöring (10)
- Traxlham (77)